# Alfred Young
Alfred Young, FRS (16 de Abril de 1873 – 15 de Dezembro de 1940) foi um matemático britânico.